# Oxymycterus
Oxymycterus is een geslacht van zoogdieren uit de familie van de Cricetidae. De wetenschappelijke naam van het geslacht werd in 1837 gepubliceerd door George Robert Waterhouse.

## Soorten
Er worden 18 soorten in dit geslacht geplaatst:
- Oxymycterus akodontius O. Thomas, 1921
- Oxymycterus amazonicus Hershkovitz, 1994
- Oxymycterus caparaoe Hershkovitz, 1998
- Oxymycterus dasytrichus (H. R. Schinz, 1821)
- Oxymycterus delator O. Thomas, 1903
- Oxymycterus hiska Hinojosa, S. Anderson, & Patton, 1987
- Oxymycterus hucucha Hinojosa, S. Anderson, & Patton, 1987
- Oxymycterus inca O. Thomas, 1900
- Oxymycterus itapeby Peçanha et al., 2019
- Oxymycterus josei Hoffmann, Lessa, & Smith, 2002
- Oxymycterus juliacae J. A. Allen, 1900
- Oxymycterus nasutus (G. R. Waterhouse, 1837) – Graafmuis
- Oxymycterus nigrifrons Osgood, 1944
- Oxymycterus paramensis O. Thomas, 1902
- Oxymycterus quaestor O. Thomas, 1903
- Oxymycterus rufus (G. Fischer, 1814)
- Oxymycterus wayku Jayat, et al., 2008
- Oxymycterus willkaurco Zeballos, et al., 2021

Akodon · Bibimys · Blarinomys · Brucepattersonius · Castoria · Dankomys† · Deltamys · Gyldenstolpia · Juscelinomys · Kunsia · Lenoxus · Necromys · Oxymycterus · Podoxymys · Scapteromys · Thalpomys · Thaptomys